# سمفونی شماره ۶ (مالر)
سمفونی شماره ۶ (انگلیسی: Symphony No. 6) در گام لا مینور، ششمین سمفونی از مصنف برجسته گوستاو مالر است که در ۴ موومان نوشته شده‌است. این سمفونی میان سال‌های ۱۹۰۳ تا ۱۹۰۴ تصنیف گردید که البته در سال ۱۹۰۶ و تا قبل از انتشار، مالر یک بازبینی نهایی بر روی آن انجام داد. سمفونی شماره ۶ با نام تراژیک نیز مشهور است